# Месть полудурков
«Месть полудурков» (или «Месть нердов», «Месть ботаников» англ. Revenge of the Nerds) — кинофильм, комедия Джеффа Кэнью.

## Сюжет
Двое друзей, любителей компьютеров, Льюс Сколник и Гилберт Лоу поступают в колледж Адамса. Они вливаются в студенческое сообщество, которое заработало репутацию «ботаников». Для других студентов новички и их общежитие становятся предметом издевательств и злых шуток.
Лидер в кампусе — братство «Альфа Бета», составляющее основу местной футбольной команды. Они любимцы девушек и, в особенности, женского объединения местных чирлидеров «Пи Дельта Пи».
Команда Сколника вступает в альянс с чернокожим братством «Три Лямбда» и пытается завоевать себе репутацию в студенческой среде. Они устраивают вечеринку с марихуаной, но завлечь девушек «Пи Дельта Пи» не удаётся. На вечеринку приходят только страшненькие девушки из «Омега Мю». «Альфа Бета» пытаются сорвать веселье, загнав в дом стадо свиней и устроив демонстрацию «полной луны». «Ботаники» организуют успешный «рейд за трусиками» в женское общежитие и ставят там видеокамеры для подсматривания, но и этого недостаточно. Для того чтобы пробиться в местный орган самоуправления, во главе которого стоит лидер «Альфа Бета» Стен Гейбл, им нужно доказать свою состоятельность.

В ходе очередных Греческих игр, своеобразной олимпиады, нёрды добиваются неожиданного успеха, используя свои познания в науке. Они побеждают в пьяном велопробеге, в перетягивании каната и в конкурсе благотворительности. Раздражённые «Альфа Бета» вечером надругались над общежитием «ботаников». В разборку вмешиваются чернокожие представители «Три Лямбда», не дав решить спор грубой силой. Узнав об инциденте, проректор колледжа приказывает «Альфа-Бета» привести в порядок разгромленный дом «ботаников». Пострадавшие вселяются на это время в дом «Альфа Бета». Льюс Сколник, между тем, завоёвывает сердце местной королевы красоты Бетти Чайлд. 

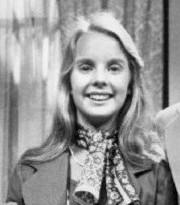
Джулия Монтгомери (Julia Montgomery). В фильме она играет Бетти Чайлд

## В ролях
| Актёр             | Роль                 |
| ----------------- | -------------------- |
| Роберт Кэррадайн  | Льюс Сколник         |
| Энтони Эдвардс    | Гилберт Лоу          |
| Джулия Монтгомери | Бетти Чайлд          |
| Кёртис Армстронг  | Дадли «Бугер» Доусон |
| Тед МакГинли      | Стен Гейбл           |
| Мишель Мейринк    | Джуди                |
| Берни Кэйси       | Джефферсон           |
| Джеймс Кромуэлл   | мистер Сколник       |
| Джон Гудмен       | тренер Харрис        |
| Эндрю Кэссис      | Гарольд Уормсер      |
| Тимоти Басфилд    | Арнольд Пойндекстер  |